# Noel Brotherston
Noel Brotherston (ur. 18 listopada 1956 w Dundonald, zm. 6 maja 1995 w Blackburn) – północnoirlandzki piłkarz występujący na pozycji pomocnika.

## Kariera klubowa
Brotherston zawodową karierę rozpoczynał w 1974 roku w angielskim Tottenhamie Hotspur z First Division. W sezonie 1974/1975 nie rozegrał tam jednak żadnego spotkania. W następnym wystąpił w jego barwach jeden raz, a w sezonie 1976/1977 ponownie nie zagrał tam w żadnym meczu.
W 1977 roku odszedł do Blackburn Rovers z Second Division. W 1979 roku spadł z nim do Third Division. W 1980 roku wrócił z Blackburn do Second Division. W Blackburn spędził jeszcze 7 lat.
W 1987 roku Brotherston przeszedł do ekipy Bury z Third Division. W sezonie 1988/1989 był stamtąd wypożyczony do Scarborough z Fourth Division. W 1989 roku zakończył karierę. W 1995 roku zmarł na atak serca.

## Kariera reprezentacyjna
W reprezentacji Irlandii Północnej Brotherston zadebiutował 17 maja 1980 roku w wygranym 1:0 towarzyskim pojedynku ze Szkocją. W 1982 roku został powołany do kadry na mistrzostwa świata. Zagrał na nich w meczach z Hondurasem (1:1) i Austrią (2:2). Z tamtego turnieju Irlandia Północna odpadła po drugiej rundzie.
W latach 1980–1985 w drużynie narodowej rozegrał w sumie 27 spotkań i zdobył 3 bramki.